# Johann Nepomuk Hummel
Johann Nepomuk Hummel (Presburg (Bratislava), 14 november 1778 – Weimar, 17 oktober 1837) was een Oostenrijkse componist, muziekpedagoog, dirigent en pianist. Zijn muziek is kenmerkend voor de overgang van classicistische naar de romantische muziekstijl. Hummel was de laatste vertegenwoordiger van de Weense klassieken en de bekendste pianist van zijn tijd. Hoewel hij tot zijn dood als ouderwets werd gezien, had hij, vooral door zijn pianotechniek, invloed op jongere componisten van de romantische stijl. 
In zijn geboortestad Presburg werd hij met een standbeeld vóór het stadstheater geëerd. In 1904 werd dat verwijderd en vervangen door een beeld van Sándor Petőfi, een nationaal Hongaars dichter. Presburg was onder de naam Poszony namelijk de historische hoofdstad van Hongarije. Dit symbool van het Hongaarse nationalisme werd op zijn beurt weer verwijderd toen de stad onder de naam Bratislava in 1919 de hoofdstad van Slowakije werd.

## Levensloop

### Jeugd en opleiding
Hummels vader, Josef Hummel, was directeur van de Keizerlijke School voor Militaire Muziek en de dirigent van het theaterorkest. Hummel kreeg van zijn zevende tot zijn negende les van Wolfgang Amadeus Mozart. Hij gaf zijn eerste orkestuitvoering toen hij negen was.

### Reizend virtuoos

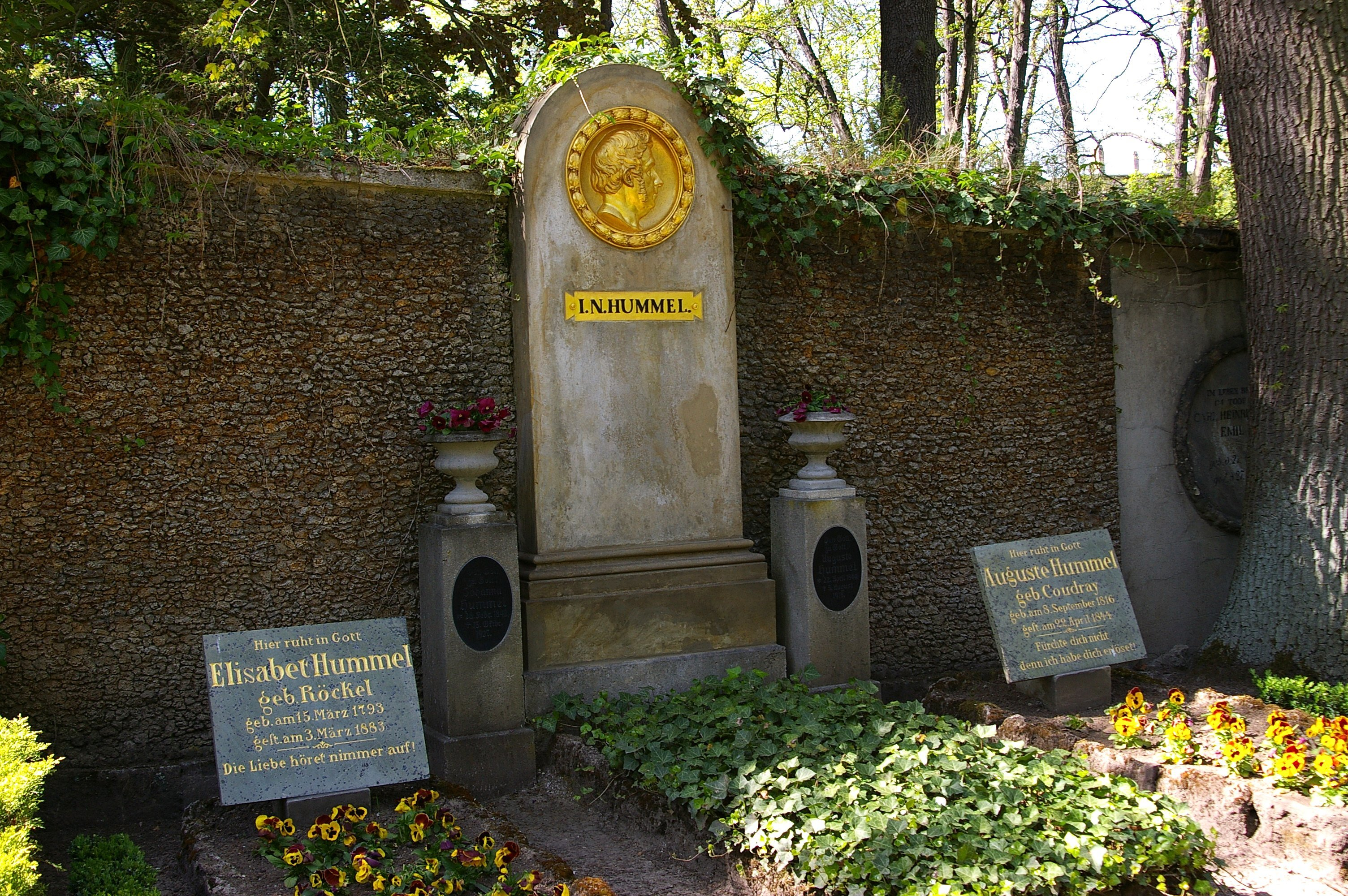
Het graf van Hummel in Weimar

Hummel gold als wonderkind en ging al op twaalfjarige leeftijd op concerttoer door Europa. In Londen zei men in 1792 dat men sinds het optreden van Mozart niets meer gehoord had dat daarmee te vergelijken was. Ondanks dergelijke successen was hij altijd bedacht op zekerheid en was het voor hem belangrijker een vaste aanstelling te hebben. In Londen kreeg hij gedurende vier jaar onderricht van Muzio Clementi. Na zijn terugkeer in Wenen kreeg hij lessen van Johann Albrechtsberger, Joseph Haydn en Antonio Salieri.
In 1804 volgde hij Haydn op als kapelmeester aan het hof van vorst Esterházy. Na zeven jaar werd hij echter ontslagen. In 1813 huwde hij met de zangeres Elisabeth Röckel, aan wie Beethoven in 1810 misschien zijn bagatelle Für Elise had opgedragen. Zij was het die hem - blijkbaar getalenteerd met een onmiskenbaar gevoel voor het juiste tijdstip - het advies gaf, het jaar daarop weer concerten te geven. Zijn optreden als pianist tijdens het Congres van Wenen was een sensatie: zijn pianospel werd spoedig tot een model van de virtuoze stijl. Tussen 1819 en 1834 reisde Hummel door heel Europa en pas in de laatste jaren begon het enthousiasme bij het publiek te tanen.

### Kapelmeester te Weimar
Na een kort engagement in Stuttgart werd Hummel in 1819 hofkapelmeester in Weimar. Hij was bij al zijn betrekkingen erop bedacht, dat hij vrije tijd over hield om concertreizen te maken. Negen maanden van het jaar was hij in Weimar, waar hij zich met zijn familie, zoals tijdgenoten hebben bericht, burgerlijk had gevestigd. Zoals Johann Wolfgang von Goethe werd hij tot een toeristenattractie: wie in Weimar was, moest Goethe gezien en Hummel gehoord hebben. Een belangrijke taak in Weimar was het dirigeren van de uitvoeringen in het hoftheater, waar hij regelmatig ook nieuwe werken van Gioacchino Rossini, Vincenzo Bellini, Giacomo Meyerbeer, Jacques Fromental Halévy en Louis Spohr programmeerde.

### Laatste vertegenwoordiger van de klassieke stijl

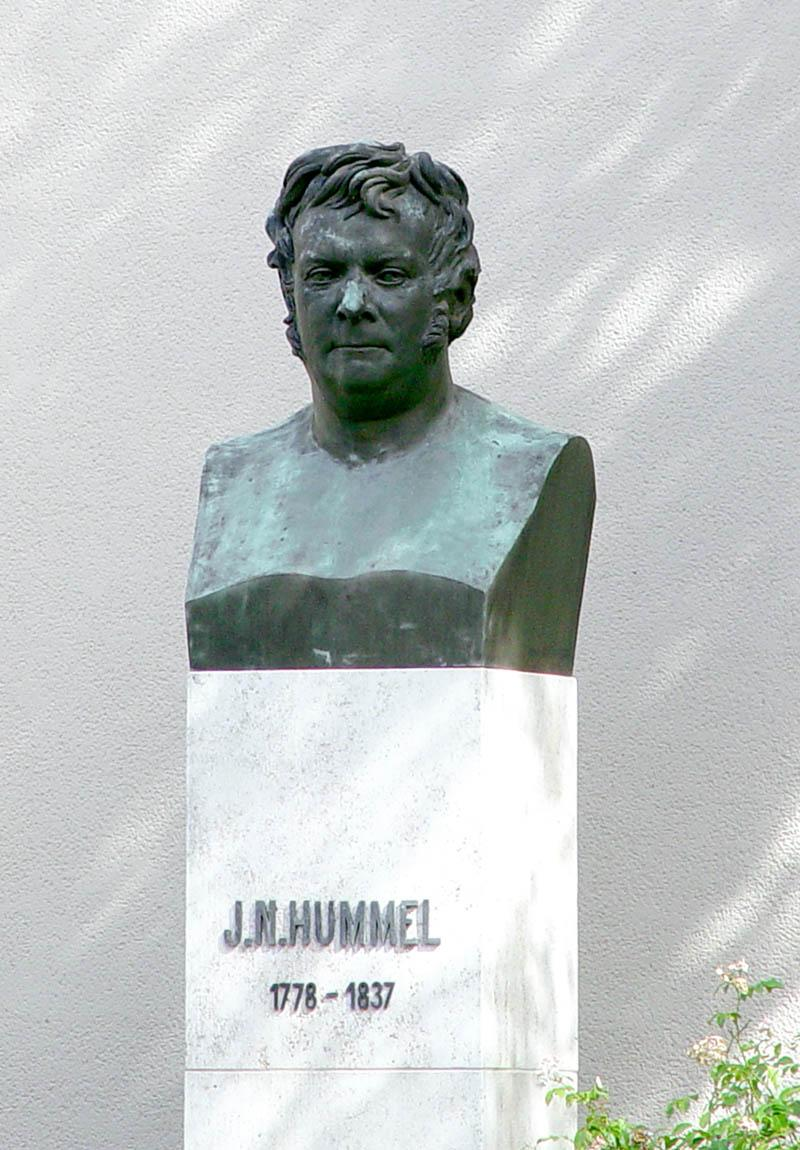
Hummel-borstbeeld achter het Deutsches Nationaltheater in Weimar

De werken van Hummel worden gekenmerkt door zangerige, meestal lang uitgewerkte melodieën, die in vele gevallen doen denken aan Chopin e.d. De tragiek van Hummel was enigszins dat hij tussen wal (Mozart, Beethoven) en schip (Schumann, Chopin) viel. Niettemin is Hummel een componist die volstrekt op eigen benen kan staan. Verschillende van zijn rijpe werken kregen qua harmonie en klankkleur veel navolging in de romantische muziek. Dat geldt bijvoorbeeld voor de Sonate in fis klein, voor piano, op. 81 (1819), het Larghetto uit het Concert in b klein, voor piano en orkest, op. 89 (1819) of Oberons Zauberhorn, fantasie voor piano en orkest, op. 116 (1829). Nog altijd geldt zijn trompetconcert als een toetssteen voor de ware trompettist. Overigens gelden dit soort kenmerken ook voor de muziek van onder anderen Ferdinand Ries, Jan Václav Hugo Voříšek, John Field en zelfs in zeer hoge mate voor Franz Schubert.

### Pedagoog
Hummel was in de jaren 1820 de meest gevraagde (en duurste) pianoleraar in Europa. Zijn methode Ausführlich theoretisch-practische Anweisung zum Piano-Forte Spiel uit 1828 gold lange tijd als gezaghebbend leerboek en verdrongen voor het eerst de Etudes van Carl Czerny van de eerste plaats. Hummels principes waren conservatief. Zoals in zijn werken de bovenstem altijd de leiding had, moest bij het pianospelen altijd op het zangrijke spel van de rechterhand worden gelet. Ook de polyfone traditie, vooral de composities van Johann Sebastian Bach, waardeerde hij bijzonder. In verschillende van zijn composities vindt men nog een basso continuo. Klaarheid in de structuur en transparantie waren altijd de basis voor zijn pianospel. Maar het is ook begrijpelijk, dat rond 1830, toen Frédéric Chopin en de jonge Robert Schumann bekend werden, veel van de principes van Hummel als ouderwets werden gezien.
Hummel gaf les aan onder anderen Carl Czerny, die op zijn beurt Franz Liszt onderrichtte.

## Composities

### Werken voor orkest
- 1798 Marsch, voor orkest,
- 1803 Variaties over het lied »O du lieber Augustin« in C-majeur, voor orkest, WoO 2
- 1804 Sechs Deutsche Tänze, voor orkest, op. 16
- 1806 Sieben Ungarische Tänze, voor orkest, op. 23
- 1806 Zwölf Menuette, voor orkest, op. 24
- 1808 Tänze für den Apollosaal Nr. 1, voor orkest, op. 27
- 1808 Tänze für den Apollosaal Nr. 2, voor orkest, op. 28
- 1808 Zwölf Deutsche Tänze für den Redoutensaal, voor orkest, op. 29
- 1809 Tänze für den Apollosaal Nr. 3, voor orkest, op. 31
- 1811 Tänze für den Apollosaal Nr. 4, voor orkest, op. 39
- 1811 Zwölf Deutsche Tänze für den Kaiser, voor orkest, op. 40
- 1811 Jovan von Finnland, ouverture in d-mineur voor orkest, op. 43
- 1811 Zwölf Deutsche Tänze für den Redoutensaal, voor orkest, op. 44
- 1811 Tänze für den Apollosaal Nr. 5, voor orkest, op. 45
  1. Marsch
  2. sechs Menuette
  3. sechs Deutsche Tänze
  4. Coda
- 1815 Freudenfest-Ouvertüre, voor orkest
- 1820 Tänze für den Apollosaal Nr. 6, voor orkest, op. 91
- 1824 Ouverture Bes majeur, voor orkest, op. 101
- Ouverture tot de opera »Mathilde von Guise«

#### Concerten voor instrumenten en orkest
- 1790 Concert in A-majeur, voor piano en orkest, WoO 24
- 1791 Concert in A-majeur, voor piano en orkest, WoO 24a
- 1795-1799 Concert in G-majeur, voor viool en orkest
- 1798 Variaties, voor piano en orkest, op. 6
- 1799 Concert in G-majeur, voor mandoline en orkest
- 1804 Concert in E-majeur, voor trompet en orkest, WoO 1
- 1805 Concert in G-majeur, voor piano, viool en orkest, op. 17
- 1805 Concert in F-majeur, voor fagot en orkest
- 1810 Variaties over een thema uit het zangspel "Das Fest der Handwerker" in Bes majeur, voor piano en orkest, op. 115
- 1811 Concert Nr. 1 in C-majeur, voor piano en orkest, op. 36
- 1816 Concertino in G-majeur, voor piano en orkest, op. 73
  1. Allegro moderato
  2. Andante grazioso
  3. Rondo
- 1816 Concert Nr. 2 in a-mineur, voor piano en orkest, op. 85
  1. Allegro moderato
  2. Larghetto
  3. Rondo. Allegro moderato
- 1819 Concert Nr. 3 in b-mineur, voor piano en orkest, op. 89
  1. Allegro moderato
  2. Larghetto
  3. Finale. Vivace
- 1820 Potpourri (met fantasie) in g-mineur, voor altviool en orkest, op. 94
- 1821-1822 Thema en variaties in F-majeur, voor piano en orkest, op. 97
- 1824 Introductie en rondo brillant op een Russisch thema. voor piano en orkest, op. 98
- 1824 Introductie, thema en variaties in f-mineur, voor hobo en orkest, op. 102
- 1825 Concert Nr. 5 in As majeur, voor piano en orkest, op. 113
  1. Allegro moderato
  2. Romanze. Larghetto con moto
  3. Rondo alla Spagniola. Allegro moderato
- 1825 Concert in F-majeur, voor piano en orkest, op. posth. 1
- 1826 Concert Nr. 4 in E-majeur "Les Adieux", voor piano en orkest, op. 110
- 1829 Oberons Zauberhorn, fantasie voor piano en orkest naar motieven uit de opera Oberon (1825-1826) van Carl Maria von Weber, op. 116
- Adagio en rondo alla Polacca in A-majeur, voor viool en orkest
- Concert in C-majeur, voor piano en orkest, op. 44

### Werken voor harmonieorkest
- 1810 Drie Grote Militaire Marsen, voor harmonieorkest
- 1824 Rom-Marsch

### Missen, oratoria en gewijde muziek
- 1800-1810 Der Durchzug durchs Rote Meer, oratorium voor solisten, gemengd koor en orkest, W.o.O. 11
- 1804-1810 Mis Nr. 1 in Bes-majeur, voor gemengd koor en orkest, op. 77 (ter gelegenheid van de naamdag van Prinses Marie Hermenegild Esterházy)
- 1804 Mis Nr. 2 "Grote mis" in Es-majeur, voor solisten, gemengd koor en orkest, op. 80
- 1805 Messe in d-mineur, voor solisten, gemengd koor en orkest, W.o.O. 13
- 1805 Alma Virgo, W.o.O. 21, Offertorium
- 1806 Missa solemnis in C-majeur, voor solisten, gemengd koor en orkest, W.o.O. 12
- 1806 Tantum ergo, W.o.O. 15
- 1806 Te Deum in D-majeur, W.o.O. 16
- 1809 Salve Regina in Bes-majeur, Offertorium, WoO.18
- 1827 Quod in orbe, graduale voor vier solisten, gemengd koor en orkest, op. 88
- 1830 Mis Nr. 3 in D-majeur, voor solisten, gemengd koor en orkest, op. 111 (ter gelegenheid van de naamdag van Prinses Marie Hermenegild Esterházy)

### Cantates
- 1800-1810 Irene, cantate
- 1806 Das Fest des Dankes und der Freude, cantate
- 1806 Diana ed Endimione, cantate, WoO 25
- 1807 Lob der Freundschaft, cantate, WoO 36
- 1807 Zinzendorf-Kantate, cantate
- 1810 Hochzeitskantate für Napoleon und Louise (Huwelijks-cantate voor Napoleon Bonaparte en Marie Louise van Oostenrijk)
- 1812 Euterpens Abschied, cantate, WoO 38
- 1812 Have!, cantate, WoO 39
- 1822 Kantate zum Geburtstag von Johann Wolfgang von Goethe "Heute lasst in edlem Kreis", cantate
- 1823 Geburtstags-Kantate für den Prinzen von Sachsen Weimar- (Cantate voor de geboortedag van Prins Karel Alexander van Saksen-Weimar-Eisenach)
- 1825-1831 Morgenopfer, cantate, WoO 37
- 1829 Kantate zur Hochzeit der Prinzessin Augusta von Weimar-Sachsen (Cantate voor het huwelijk van Prinses Augusta van Saksen-Weimar-Eisenach met Prins Wilhelm I van Duitsland), cantate voor solisten, gemengd koor, piano en orkest
- 1833 The Orphan's Ode to the Patrious, cantate

### Muziektheater

#### Opera's
| Voltooid in    | titel                                                          | aktes   | première                                                                                | libretto                             |
| -------------- | -------------------------------------------------------------- | ------- | --------------------------------------------------------------------------------------- | ------------------------------------ |
| 1797           | Il viaggiator ridicolo, WoO 30                                 |         |                                                                                         |                                      |
| 1799           | Dankgefühl einer Geretteten                                    |         | 21 maart 1799                                                                           |                                      |
| 1800           | Demagorgon                                                     |         | er bestaat uitsluitend een fragment                                                     |                                      |
| 1800           | Don Anchise Campione                                           |         | onvoltooid                                                                              | Giovanni Batista Lorenzi             |
| 1804; rev.1806 | Le vicende d'amore; rev. versie: Die vereitelten Ränke, WoO 27 | 2 aktes | september 1806, Eisenstadt                                                              |                                      |
| 1805           | Die beyden Genies                                              |         | is verloren gegaan                                                                      |                                      |
| 1805-1810      | Die Messenier, WoO 29                                          | 3 aktes |                                                                                         |                                      |
| 1805-1815      | Pimmalione, WoO 33                                             |         |                                                                                         | naar Jean-Jacques Rousseau           |
| 1810 rev. 1821 | Mathilde von Guise, op. 100                                    | 3 aktes | 26 maart of 27 maart 1810, Wenen, Theater am Kärntnertor; rev. versie: 17 februari 1821 | naar Emanuel Mercier-Dupaty          |
| 1810           | Stadt und Land                                                 |         | 1810, Wenen, Theater an der Wien                                                        |                                      |
| 1812           | Dies Haus ist zu verkaufen, WoO 28                             | 1 akte  | 5 mei 1812, Wenen, Theater in der Leopoldstadt                                          | Albrecht Klebe, naar Alexandre Duval |
| 1813           | Der Junker in der Mühle                                        | 1 akte  | november 1813                                                                           | H. Schmidt                           |
| 1814           | Die Eselshaut oder Die blaue Insel                             | 3 aktes | 10 maart 1814, Wenen, Theater an der Wien                                               | Franz Xaver Carl Gewey               |
| 1814           | Die Rückfahrt des Kaisers, op. 69                              |         | 13 juni of 15 juni 1814, Wenen, Theater an der Wien                                     | Emanuel Veith                        |

#### Balletten
| Voltooid in | titel                                                   | aktes   | première                                      | libretto | choreografie |
| ----------- | ------------------------------------------------------- | ------- | --------------------------------------------- | -------- | ------------ |
| 1807        | Hélène et Paris (Helene en Parijs), op. 26              |         | mei 1807, Wenen                               |          |              |
| 1809        | Das belebte Gemälde, op. 33                             |         |                                               |          |              |
| 1809        | Quintuor des Negares du ballet Paul et Virginie, op. 41 |         |                                               |          |              |
| 1810        | Drei Stücke für ein Ballett oder eine Pantomime         |         |                                               |          |              |
| 1811        | Der Zauberring oder Harlekin als Spinne, op. 46         | 2 aktes | 10 juli 1811, Wenen, Theater an der Wien      |          |              |
| 1812        | Der Zauberkampf oder Harlekin in seiner Heimat, WoO 34  | 2 aktes | 23 mei 1812, Wenen, Theater an der Wien       |          |              |
| 1812        | Sappho von Mitilene, op. 68                             | 6 aktes | 11 september 1812, Wenen, Theater an der Wien |          |              |
| 1814        | Das Zauberschloss oder Das aufgelöste Rätsel, WoO 32    |         | 2 juli 1814, Wenen, Theater an der Wien       |          |              |
| 1837        | Das Zauberglöcklein, WoO 31                             |         |                                               |          |              |

### Vocale muziek
- 1790 Per pietà bel idol mio, voor zangstem en piano
- 1790 Peuplu nacqucres, voor zangstem en piano
- 1791-1793 Beneath the laurel's friendly shade, voor zangstem en orkest
- 1795 Pe te d'eterni allori, voor zangstem en piano
- 1795 Figlio, le femmine son falsissime, voor zangstem en piano
- 1795-1799 Die eingebildeten Philosophen, voor zangstem en piano
- 1800-1804 Tu me dis refrain, voor zangstem en piano
- 1804 Amis connaissez-vous, voor zangstem en piano
- 1815 La Sentinelle in C-majeur, voor zangstem, piano, viool, cello en gitaar op. 71a
- 1816-1820 Fünf Lieder, voor zangstem en piano, op. 84
  1. An die Entfernte
  2. Der Schiffbruch
  3. Des Jünglings Klage
  4. Bewunderung
  5. Meine Geliebte
- 1831 Arie und Variationen über ein Tirolerlied, voor sopraan en orkest, op. 118

### Kamermuziek
- 1792 Sonata in G-majeur, voor dwarsfluit en piano, op. 2 Nr. 2
- 1799 Strijktrio in Es majeur, voor twee altviolen en cello (alternatieve bezetting: viool, altviool, cello), WoO 3
- 1801 Strijktrio in G-majeur, voor twee altviolen en cello (alternatieve bezetting: viool, altviool, cello), WoO 4
- 1802 Kwintet in Es majeur (Pianokwintet), voor viool, altviool, cello, contrabas en piano, op. 87
- 1803 Parthia in Es, voor blazersoctet
- 1804-1808 Strijkkwartetten, op. 30
  1. in C groot, op. 30 Nr. 1
  2. in G groot, op. 30 Nr. 2
  3. in Es groot, op. 30 Nr. 3
- 1808 Klarinetkwartet in Es majeur, voor viool, altviool, cello en klarinet, WoO 5
- 1810-1814 Gluck-variaties over een thema uit "Armide", voor cello en piano, op. 54
- 1811 Introduktie en Allegro, voor viool, altviool, cello en piano, WoO 6
- 1811 Six Pièces très faciles, voor dwarsfluit, cello en piano, op. 42
- 1811-1814 Sonata in D-majeur, voor viool (of dwarsfluit) en piano, op. 50
- 1814-1815 Serenade Nr. 1 in G-majeur, voor viool, gitaar, klarinet, fagot en piano, op. 63
- 1814-1815 Sonata in A-majeur, voor dwarsfluit en piano, op. 64
- 1814-1815 Serenade Nr. 2 in Es majeur, voor viool, gitaar, klarinet, fagot en piano, op. 66
- 1816 Septett Nr. 1 in d-mineur, voor dwarsfluit, hobo, altviool, cello, contrabas, hoorn en piano, op. 74
- 1818 Introductie en variaties op een thema van Minkus, voor dwarsfluit, cello en piano in A-majeur, op. 78
- 1824 Nocturne, thema en variaties in f-mineur, voor viool en piano (of voor piano vierhandig), op. 99
- 1829 Septett Nr. 2 "Militair-septet" in C-majeur, voor dwarsfluit, klarinet, trompet, viool, cello, contrabas en piano, op. 114
- 1830 Introduction et Grand Rondeau Brillant, voor dwarsfluit en piano, op. 126
- Nocturne, voor blazers
- Sonata in Es, voor viool en piano, op. 5
- Sonata in A-majeur, voor cello en piano, op. 104

### Werken voor orgel
- Ricercar, op. posth. 8

### Werken voor piano
- 1801 Variaties naar en Oostenrijks lied in F-majeur, op. 8
- 1802 Variaties naar een mars van Cherubini in E-majeur, op. 9
- 1804 Variaties naar "God Save The King", voor piano, op. 10
- 1804 Variaties naar een Aria uit Dalayracs "Les Deux Savoyards", voor piano, op. 15
- 1806 Variaties naar een Hollands lied, voor piano, op. 21
- 1811 Polonaise "La bella capricciosa" in Bes majeur
- 1811 Variaties op de mars uit Isouards "Cendrillon" in C-majeur, voor piano, op. 40a
- 1811-1815 Sonate Es majeur, voor piano vierhandig, op. 51
- 1811-1815 Variaties op een thema van Gluck, op. 57
- 1812 Variaties over een thema uit "La Sentinelle", op. 32
- 1814 Sechs Polonaisen, op. 70
- 1819 Sonate in fis-mineur, voor piano, op. 81
- 1821 Grande Sonate in As majeur, voor piano vierhandig, op. 92
- 1825 Sechs Bagatellen, voor piano, op. 107
- 1830 Variaties op "Rule Britannia", WoO 10
- 1831 Les Charmes de Londres, op. 119
- Neue Walzer mit Trios nebst einer großen Schlacht-Coda für den Apollo-Saal in Wien komponiert, voor piano vierhandig, op. 9
- Tyroler-Lied met variaties, voor piano vierhandig, op. 118

### Werken voor mandoline
- 1810 Grande Sonate, voor mandoline en piano, op. 37a

## Publicaties
- Johann Nepomuk Hummel: Ausführliche theoretisch-practische Anweisung zum Piano-Forte-Spiel, 1822-1825, heruitgave: Straubenhardt 1989 (Reprint).